# Siboglinum bogorovi
Siboglinum bogorovi är en ringmaskart som beskrevs av Ivanov 1960. Siboglinum bogorovi ingår i släktet Siboglinum och familjen skäggmaskar. Inga underarter finns listade i Catalogue of Life.